# Music for People in Trouble
| Recensione             | Giudizio |
| ---------------------- | -------- |
| Aftenposten            |          |
| AllMusic               |          |
| Dagbladet              |          |
| Dagsavisen             |          |
| Dansende Beren         |          |
| Evening Standard       |          |
| Gaffa (Svezia)         |          |
| God is in the TV       |          |
| Mojo                   |          |
| musicOMH               |          |
| Northern Transmissions |          |
| Q magazine             |          |
| PopMatters             |          |
| The Guardian           |          |
| The Irish Times        |          |
| The Observer           |          |
| The Thin Air           |          |
| Spectrum Culture       |          |
| Uncut                  |          |
| Verdens Gang           |          |

Music for People in Trouble è il quinto album in studio della cantautrice norvegese Susanne Sundfør. La sua pubblicazione era inizialmente prevista per il 25 agosto 2017 in tutta Europa e per il 30 agosto nel resto del mondo, ma dei ritardi nella produzione hanno costretto a spostare la data di pubblicazione all'8 settembre per le versioni CD e digitale e al 29 settembre per la versione in vinile.
Con quest'album Sundfør ha vinto il suo primo Nordic Council Prize, battendo Björk e Fever Ray.

## Antefatti e composizione
In un'intervista di novembre 2015, Sundfør ha annunciato di star lavorando al nuovo album, dicendo di essere in lista d'attesa per un nuovo sintetizzatore dal suono "molto cosmico" e con un riverbero rétro ispirato a quelli usati da Jean-Michel Jarre, nonché di voler mischiare suoni candidamente romantici con un'elettronica industrial e asciutta. Nell'agosto 2017, però, ha spiegato al The Daily Telegraph di essersi stancata della tecnologia e di volersi sentire di nuovo come la musicista che era un tempo, cercando suoni più naturali, minimali e acustici. Nella stessa intervista, Susanne ha spiegato di aver iniziato a sentire questa necessità contestualmente a un esaurimento nervoso e a un periodo di forte depressione e alcolismo seguito alla pubblicazione di Ten Love Songs.
Per cercare di ritrovare se stessa, si è sfogata scrivendo nuova musica e ha intrapreso un viaggio intorno al mondo, toccando l'Islanda, la Corea del Nord, la Cina, il Nepal, il Guatemala, gli Stati Uniti e l'Amazzonia. Susanne ha inoltre preso parte a un ritiro sui Pirenei del Dark Mountain Project, ossia un gruppo di artisti eterogenei impegnati nella lotta alle crisi ecologiche e sociali. Tutte le foto presenti nel booklet dell'album sono state scattate durante questo viaggio intorno al mondo, in particolare quella in copertina è stata scattata in Guatemala.
Reduce dal forte stress derivato da Ten Love Songs, stavolta Susanne ha deciso di non produrre l'album da sola e di ricorrere quindi all'aiuto di Jørgen Træen, che si era già occupato del missaggio di The Brothel e The Silicone Veil.

## Stile musicale
Music for People in Trouble presenta una commistione di pop acustico, jazz, country folk e leggeri richiami baroque pop.
In quattro brani sono presenti anche elementi d'elettroacustica con riferimenti alla musica concreta, al rumorismo, alla drone music, all'ambient e al dream pop; questa elettronica, come spiegato da Susanne, rappresenta l'Era Industriale nella quale viviamo. Nella titletrack è inoltre presente un sample di Gesang der Jünglinge im Feuerofen di Karlheinz Stockhausen.
Gli arrangiamenti dei brani sono minimali e ruotano intorno a pochi strumenti. Le strutture, invece, sono per lo più bipartite o libere, con le uniche eccezioni del singolo Undercover, che segue la forma canzone, e di The Golden Age, che la varia leggermente.
In un'intervista a Clash Music, Susanne ha dichiarato che il sound di Music for People in Trouble è stato ispirato da Dolly Parton, Nick Drake, Joni Mitchell, Karlheinz Stockhausen, Jimmy Giuffre, Susanna Wallumrød, Radka Toneff e Micachu. La cantautrice ha inoltre creato una playlist su Spotify dove ha inserito tutte le sue ispirazione per l'album: tra gli altri, sono presenti Henryk Górecki, i Goldfrapp, Jóhann Jóhannsson, Leonard Cohen, John Denver, Miles Davis, Gram Parsons, Rockettothesky, Scott Walker, Norah Jones e Cat Power.

## Tematiche
In un'intervista al The Daily Telegraph, Susanne ha dichiarato che l'album riguarda la sua visione delle delusioni amorose, dell'inquinamento e dei cambiamenti climatici, dei conflitti politici e della guerra. Riguardo alla scelta del titolo, si è spiegata così:
I testi di Music for People in Trouble sono stati ispirati anche dal saggio L'universo dal nulla del fisico e divulgatore scientifico statunitense Lawrence M. Krauss e dall'antologia di poesie News of the Universe curata da Robert Bly, leader del Mythopoetic Men's Movement. Un'altra fonte d'ispirazione è stato il poeta Robinson Jeffers, in particolare i versi di Rearmament citati dal Dark Mountain Project.
Nella titletrack è presente un discorso dell'escursionista Andres Roberts; intervistato dalla stessa Susanne, ha risposto alla domanda "cosa diresti a qualcuno che ha rinunciato a vivere?". Il monologo iniziale di The Golden Age è invece pronunciato da un amico londinese della cantautrice.

## Promozione
Il 30 gennaio 2015, durante la cerimonia di premiazione degli Spellemannprisen, Susanne Sundfør si è esibita con The Sound of War, ma in una versione tagliata di quasi quattro minuti rispetto a quella poi inserita in Music for People in Trouble. Il 9 settembre 2016 viene invece reso disponibile per il download, ma solo per un numero molto limitato di giorni, il brano country folk Reincarnation.
Il 6 giugno 2017 è stata pubblicata la versione tagliata di Undercover, una ballad sulle delusioni amorose suonata al pianoforte che richiama Dolly Parton e Adele.
Il 24 luglio è uscito il secondo singolo, Mountaineers, cantato in duetto con John Grant; si tratta di un brano che nella prima parte si ispira ai mantra dei monaci tibetani, mentre nella seconda presenta un crescendo vocale su sintetizzatori di gusto quasi new age. Il giorno seguente Susanne si è esibita alla Royal Albert Hall di Londra, in occasione del tributo a Scott Walker delle The BBC Proms; contestualmente, si è esibita anche in tv, invitata dalla BBC News.
Tra settembre e ottobre, Sundfør ha promosso l'album attraverso un mini-tour europeo, mentre a novembre ha tenuto dei concerti in Nord America. Tra gennaio e marzo 2018 ha tenuto altri concerti in varie nazioni europee, mentre a maggio ha tenuto una nuova serie di esibizioni in Norvegia, promossa anche attraverso la pubblicazione di un videoclip live di Undercover precedentemente girato a Manchester. Durante l'estate, l'artista ha partecipato a vari festival musicali, chiudendo il tour ad agosto.
Il 18 ottobre 2019 Susanne Sundfør ha pubblicato Reincarnation (Live from the Barbican), anteprima dell'album dal vivo Music for People in Trouble - Live from the Barbican. che verrà pubblicato il 29 novembre. Si tratta della registrazione del concerto, interamente dedicato all'ultimo album della cantautrice, avvenuto al Barbican di Londra il 21 maggio 2018.
Il 10 settembre 2020 è stato pubblicato il libro fotografico di Music for People in Trouble, contenente alcuni scatti fatti da Sundfør durante il viaggio precedente alla pubblicazione dell'omonimo album.

## Tracce
Testi e musiche di Susanne Sundfør, eccetto dove indicato.
1. Mantra – 3:31
2. Reincarnation – 4:05
3. Good Luck Bad Luck – 3:40
4. The Sound of War – 7:49
5. Music for People in Trouble – 2:55 (musica: Susanne Sundfør, Jørgen Træen)
6. Bedtime Story – 3:31
7. Undercover – 4:17
8. No One Believes in Love Anymore – 5:21
9. The Golden Age – 4:09
10. Mountaineers (feat. John Grant) – 5:21

## Formazione
- Susanne Sundfør – voce, pianoforte, chitarra acustica, sintetizzatore, arrangiamenti, programmazione
- Jørgen Træen –  sintetizzatore, contrabasso, chitarra elettrica, arrangiamenti, programmazione
- Jesse Chandler – flauto, clarinetto, clarinetto contralto
- Gard Nilssen – batteria, percussioni
- André Roligheten – sassofono
- Greg Leisz – pedal steel guitar
- Megan Kovacs – zither kanklės
- Erik Johan Bringsvor - chitarra acustica
- Frans Petter Eldh – contrabasso
- Jon Balke – pianoforte
- John Grant – voce (traccia 10), cori (traccia 4)
- Andres Roberts – voce parlata (traccia 5)
- Lewis Sebastian Kay-Thatcher – voce parlata (traccia 9)

Produzione:
- Susanne Sundfør – direzione creativa, produzione, registrazione (Lady Lazarus Studio), fotografia
- Jørgen Træen – produzione, missaggio, registrazione (Duper Studio)
- Greg Calbi – mastering
- Johnny Skalleberg – registrazione (Amper Tone Studio)
- Iggy B – registrazione (Bella Union Studio)
- Scott Petito – registrazione (NRS Studio)
- Kåre Christoffer Vestrheim – registrazione (Propeller Division Studio)
- Clay Schmitt – registrazione (Tropical Hi-Fi Studio)
- Luke Jarvis – layout, design

## Classifiche
| Classifica (2017)                | Posizione massima |
| -------------------------------- | ----------------- |
| Belgio (Fiandre)                 | 124               |
| Norvegia                         | 1                 |
| Regno Unito                      | 93                |
| Regno Unito (Independent Albums) | 12                |
| Scozia                           | 51                |